# Sphaeradenia gigantea
Sphaeradenia gigantea är en enhjärtbladig växtart som beskrevs av R.Erikss. Sphaeradenia gigantea ingår i släktet Sphaeradenia och familjen Cyclanthaceae. Inga underarter finns listade.